# Liste der Mitglieder der American Academy of Arts and Sciences/1810
Im Jahr 1810 wählte die American Academy of Arts and Sciences 15 Personen zu ihren Mitgliedern.

## Neugewählte Mitglieder
- Thomas Boylston Adams (1772–1832)
- Jesse Appleton (1772–1819)
- Loammi Baldwin Jr. (1780–1838)
- Oliver Fiske (1762–1837)
- John Gorham (1783–1829)
- James Mann (1759–1832)
- John Phillips (1770–1823)
- John Pickering (1777–1846)
- Eliphalet Porter (1758–1833)
- George Cheyne Shattuck (1783–1854)
- William Smith Shaw (1778–1826)
- Joseph Story (1779–1845)
- John Langdon Sullivan (1777–1865)
- Richard Sullivan (1779–1861)
- Redford Webster (1761–1833)